# Schlechterella
Schlechterella es un género perteneciente a la familia de las apocináceas con ocho especies de plantas fanerógamas . 

## Descripción
Son enredaderas sufrútices que alcanzan los 1,5 m de alto; órganos subterráneos cilíndricos, tubérculos napiformes u oblongos. Los brotes son perennes o anuales, con corteza escamosa, papirácea, glabros o escabrosos. Las hojas  (sub-) sésiles; herbáceas, de 3-10 cm de largo y 1.2 cm de ancho, lineales u obovadas, basalmente cuneiformes, el ápice agudo a acuminado, onduladas o de revolutas, glabras, escabrosas, con la línea interpetiolar.
Las inflorescencias son axilares y terminales, con 9-15 flores, simples, laxas, con brácteas florales.

## Especies
| - Schlechterella abyssinica - Schlechterella africana - Schlechterella aurantiaca - Schlechterella bicornaria | - Schlechterella floribunda - Schlechterella picta - Schlechterella sabulosa - Schlechterella saxicola |